# Albert Zoller
Albert Zoller was een Frans verbindingsofficier bij het 7th US Army.
Na de Tweede Wereldoorlog interviewde hij Christa Schroeder, de voormalige secretaresse van Adolf Hitler, tijdens haar gevangenschap. He was adjudant van de chef of the Franse militaire missie in Düsseldorf. Hij ontmoette daar Hermann Göring, die hij naar Nürnberg bracht en naar proces. Op basis van interviews met zowel Göring als Schroeder schreef hij een boek getiteld Hitler, Private, dat in meerdere talen is vertaald.
- International Standard Name Identifier: 0000 0000 6149 2820
- Library of Congress Control Number: n89608212
- Nationale Bibliotheek van Israël: 987007278368705171
- Nederlandse Thesaurus van Auteursnamen: 071187502
- Système universitaire de documentation: 136902960
- Virtual International Authority File: 69457058
- WorldCat: E39PBJdx33hvfRyPh4krtcCRKd